# Operation Ivy
Az Operation Ivy egy rövid életű punkegyüttes volt. Ska-punkot, punkot, pop-punkot és hardcore punkot játszottak. A zenekar a ma népszerű punkegyüttes, a Rancid elődje. 1987-ben alakultak meg a kaliforniai Berkeley-ben. Nevüket egy nukleáris fegyver tesztsorozatról kapták.

## Tagok
- Jesse Michaels - ének
- Lint (Tim Armstrong) - gitár, vokál
- Matt McCall (Freeman) - basszusgitár, vokál
- Dave Mello - dobok, vokál

## Története
Rövid pályafutásuk alatt egy EP-t és egy stúdióalbumot jelentettek meg, de az albumok később "remastered", felújított verzióban újra piacra kerültek, és számtalan nem hivatalos kiadvány (bootleg) is megjelent, melyek korai és ritka felvételeket, feldolgozásokat, illetve a zenekar koncertjeit tartalmazzák. 1989-ben feloszlottak, a tagok pedig új együttest alapítottak, Rancid néven, amely egészen a mai napig aktív. Tiszavirág életű karrierjük ellenére jelentős hatással voltak a pop-punk illetve punk rock műfaj képviselőire.

## Diszkográfia
- Hectic (EP, 1988, 1991-ben újból kiadták)
- Energy (stúdióalbum, 1989)
- Operation Ivy (válogatáslemez, 2007, posztumusz kiadás, a zenekar két megjelent lemezét tartalmazza)